# Grupo Galpão
El Grupo Galpão es una compañía de teatro que procede del teatro callejero de Belo Horizonte (Brasil). Fue fundada en 1982 por Teuda Bara, Eduardo Moreira, Wanda Fernandes y Antônio Edson y se estrenó en las tablas con la obra Y la prometida no quiere casarse, que fue representada en la plaza Siete de Septiembre, en el centro histórico de Belo Horizonte, en noviembre de 1982.

## Historia
El origen del grupo está relacionado con un taller de teatro que se llevó a cabo en Diamantina, con ocasión del Festival de Invierno de la UFMG, taller que despertaría en algunos participantes la necesidad de componer un grupo de teatro. Los jóvenes actores que fundarían el Grupo Galpão se toparon en el taller con los actores alemanes Kurt Bildstein y George Froscher, del Teatro Libre de Múnich, que trabajaban con el teatro callejero. El taller dio como resultado la representación de El alma buena de Setsuan, de Bertolt Brecht, el primer montaje del grupo.
Su fama y reconocimiento comienza en 1992 cuando escenificó Romeo y Julieta de Shakespeare, con un montaje típico de teatro callejero, recibiendo los premios del jurado popular del Festival Nacional de Teatro de Curitiba y Shell especial, en 1993. El grupo hizo también varias turnés nacionales e internacionales, aunque sus temporadas generalmente eran cortas. En 2000 fue el primer grupo brasileño en presentarse en el teatro Globe de Londres, famoso local donde se escenifican únicamente obras de Shakespeare, con su versión de "Romeo y Julieta".

## Piezas
| - E a Noiva Não Quer Casar (1982) - De Olhos Fechados (1983) - Ó Procê Vê na Ponta do Pé (1984) - Arlequim, Servidor de Tantos Amores (1985) - A Comédia da Esposa Muda(1986) - Foi por Amor (1987) - Triunfo de um Delírio Barroco (1987) - Corra Enquanto é Tempo (1988) - Álbum de Família (1990) - Romeu e Julieta (1992), adaptación de William Shakespeare - A Rua da Amargura (1994) - Um Molière Imaginário (1997), adaptación de "El enfermo imaginario" de Molière | - Partido (1999), adaptación de "El vizconde partido por medio" de Italo Calvino - Um Trem Chamado Desejo (2000) - O Inspetor Geral (2003), de Nikolai Gógol - Um Homem É um Homem (2005), de Bertolt Brecht - Pequenos Milagres (2007) - Till, a Saga de um Herói Torto, texto de Luís Alberto de Abreu (2009) - Tio Vânia (2011) - Os Gigantes da Montanha (2013), adaptación de Luigi Pirandello. - De Tempo Somos (2014) - NÓS (2016) |

## Miembros
| - Antônio Edson - Arildo de Barros - Beto Franco - Chico Pelúcio - Eduardo Moreira | - Fernanda Vianna - Inês Peixoto - Júlio Maciel - Lydia del Picchia - Paulo André | - Rodolfo Vaz (ex-membro) - Simone Ordones - Teuda Bara - Wanda Fernandes (ex-membro) |